# Aorta abdominal
La arteria aorta está dividida en tres partes:aorta ascendente, arco aórtico y aorta descendente, esta última se divide en dos porciones: aorta torácica y aorta abdominal; dependiendo de su ubicación. La aorta abdominal es la parte más distal de la aorta propiamente dicha; comienza a la altura del músculo diafragma, junto al borde inferior del cuerpo de la T12 (la duodécima vértebra torácica), y termina en las arterias ilíacas comunes, a nivel de L4 (de la cuarta vértebra lumbar). Un aneurisma de aorta abdominal es una enfermedad de la aorta abdominal.

## Trayecto
La aorta abdominal continua la aorta torácica a nivel de la vértebra T12, justo por delante de la columna vertebral y a la izquierda de la vena cava inferior. Su trayecto es medial, aunque puede transcurrir en el 1/3 derecho o izquierdo de los cuerpos vertebrales. La aorta abdominal mide entre 15 a 18 cm de longitud y entre 15 y 18 mm de calibre.

## Irrigación
Durante su descenso se originan en ella distintas ramas, que se dividen de la siguiente manera:
- Ramas anteriores, que dan lugar a las arterias diafragmáticas inferiores, también llamadas arterias frénicas, en número de dos.

- Ramas posteriores, que producen las 8 arterias lumbares del abdomen

- La arteria celíaca o tronco celíaco, que parte de la cara anterior de la aorta entre la T12 y L1. Se divide a su vez en:
  - Arteria gástrica izquierda
  - Arteria esplénica
  - Arteria hepática común

- La arteria mesentérica superior, que también tiene su origen en la cara anterior de la aorta y se divide a su vez en:
  - Arteria cólica derecha superior e inferior
  - Arterias ileales
  - Arterias yeyunales
  - Arterias pancreaticoduodenales inferiores
  - Arteria cólica media
  - Arteria ileocólica

- Las arterias renales, una de cada lado de la aorta a la altura de la mitad superior del cuerpo de la vértebra L2.

- Las arterias capsulares medias, llamadas así por irrigar a las glándulas suprarrenales.

- Las arterias gonadales (testicular u ovárica); suelen tener su origen un poco a la izquierda de la línea media de la aorta, a unos 5 cm de la bifurcación aórtica.

- La arteria mesentérica inferior, que se divide a su vez en:
  - Arteria cólica izquierda
  - Arterias sigmoideas
  - Arteria rectal superior (tradicionalmente hemorroidal superior)

## Bifurcación de la aorta
Finalmente, la aorta se continúa formando una "Y" invertida en su zona terminal con las arterias ilíacas comunes, que a su vez darán origen a las arterias ilíacas internas y externas derecha e izquierda. Esta encrucijada aórtica se proyecta a nivel de L4 o L5, nivel que corresponde aproximadamente con el ombligo. El ángulo de la bifurcación de la aorta suele ser entre 60 y 70°. Las personas de mayor edad tienden a tener un menor ángulo de bifurcación y mayor asimetría angular que los jóvenes.
En el vértice de la bifurcación de la aorta nace la arteria sacra media que continúa sobre la línea media hasta el cóccix, emitiendo finalmente la quinta arteria lumbar y varias ramas horizontales.

## Árbol arterial completo en la Terminología Anatómica
El árbol arterial completo para la aorta abdominal en la Terminología Anatómica es el siguiente:
A12.2.12.002 Arteria frénica inferior (arteria phrenica inferior)
A12.2.12.003 Arterias suprarrenales superiores （arteriae suprarenales superiores)
A12.2.12.004 Arterias lumbares （arteriae lumbales）
A12.2.12.005 Rama dorsal de la arteria lumbar （ramus dorsalis arteriae lumbalis)
A12.2.12.006 Rama espinal de la arteria lumbar （Ramus spinalis arteriae lumbalis)
A12.2.12.007 Arteria medular segmentaria (rama de la arteria vertebral) （arteria medullaris segmentalis arteriae vertebralis)
A12.2.12.008 Arteria sacra media (arteria sacralis mediana)
A12.2.12.009 Arterias lumbares inferiores (arteriae lumbales imae)
A12.2.12.010 Ramas sacras laterales de la arteria sacra media (rami sacrales laterales arteriae sacralis medianae)
A12.2.12.011 Glomus coxígeo; cuerpo coxígeo （glomus coccygeum)
A12.2.12.012 Tronco celíaco (truncus coeliacus)
A12.2.12.013 Arteria gástrica izquierda (arteria gastrica sinistra)
- A12.2.12.014 Ramas esofágicas de la arteria gástrica izquierda (rami oesophageales arteriae gastricae sinistrae)

A12.2.12.015 Arteria hepática común (arteria hepatica communis)
- A12.2.12.016 Arteria gastroduodenal (arteria gastroduodenalis)

- A12.2.12.017 Arteria supraduodenal (arteria supraduodenalis)
- A12.2.12.018 Arteria pancreatoduodenal superior posterior (arteria pancreaticoduodenalis superior posterior)

- A12.2.12.019 Ramas pancreáticas de la arteria pancreatoduodenal superior posterior (rami pancreatici arteriae pancreaticoduodenalis superioris posterioris)
- A12.2.12.020 Ramas duodenales de la arteria pancreatoduodenal superior posterior (rami duodenales arteriae pancreaticoduodenalis posterioris)

- A12.2.12.021 Arterias retroduodenales (arteriae retroduodenales)
- A12.2.12.022 Arteria gastroomental derecha; arteria gastroepiploica derecha (arteria gastroomentalis dextra)

- A12.2.12.023 Ramas gástricas de la arteria gastroomental derecha rami gastrici arteriae gastroomentalis dextrae)
- A12.2.12.024 Ramas omentales de la arteria gastroomental derecha (rami omentales arteriae gastroomentalis dextrae)

- A12.2.12.025 Arteria pancreatoduodenal superior anterior (arteria pancreaticoduodenalis superior anterior)

- A12.2.12.026 Ramas pancreáticas de la arteria pancreatoduodenal superior anterior (rami pancreatici arteriae pancreaticoduodenalis superioris anterioris)
- A12.2.12.027 Ramas duodenales de la arteria pancreatoduodenal superior anterior (rami duodenales arteriae pancreaticoduodenalis superioris anterioris)

- A12.2.12.028 Arteria gástrica derecha (arteria gastrica dextra)

- A12.2.12.029 Arteria hepática propia (arteria hepatica propria)

- A12.2.12.030 Rama derecha de la arteria hepática propia; arteria hepática derecha (ramus dexter arteriae hepaticae propriae)

- A12.2.12.031 Arteria cística (arteria cystica)
- A12.2.12.032 Arteria del lóbulo caudado (arteria lobi caudati)
- A12.2.12.033 Arteria segmentaria anterior del hígado; rama derecha de la arteria hepática propia (arteria segmenti anterioris hepatici; ramus dexter arteriae hepaticae propriae)
- A12.2.12.034 Arteria segmentaria posterior del hígado (arteria segmenti posterioris hepatici)

- A12.2.12.035 Rama izquierda de la arteria hepática propia, arteria hepática izquierda (ramus sinister arteriae hepaticae propriae)

- A12.2.12.036 Arteria del lóbulo caudado (arteria lobi caudati)
- A12.2.12.037 Arteria segmentaria medial del hígado (arteria segmenti medialis hepatici)
- A12.2.12.038 Arteria segmentaria lateral del hígado (arteria segmenti lateralis hepatici)

- A12.2.12.039 Rama intermedia de la arteria hepática propia (ramus intermedius arteriae hepaticae propriae)

A12.2.12.040 Arteria esplénica (arteria splenica; arteria lienalis)
- A12.2.12.041 Ramas pancreáticas de la arteria esplénica (rami pancreatici arteriae splenicae)

- A12.2.12.042 Arteria pancreática dorsal (arteria pancreatica dorsalis)
- A12.2.12.043 Arteria pancreática inferior (arteria pancreatica inferior)
- A12.2.12.044 Arteria prepancreática (arteria prepancreatica)
- A12.2.12.045 Arteria pancreática mayor (arteria pancreatica magna)
- A12.2.12.046 Arteria de la cola del páncreas (arteria caudae pancreatis)

- A12.2.12.047 Arteria gastroomental izquierda; arteria gastroepiploica izquierda (arteria gastroomentalis sinistra)

- A12.2.12.048 Ramas gástricas de la arteria gastroomental izquierda (rami gastrici arteriae gastroomentalis sinistrae)
- A12.2.12.049 Ramas omentales de la arteria gastroomental izquierda (rami omentales arteriae gastroomentalis sinistrae)

- A12.2.12.050 Arterias gástricas cortas (arteriae gastrici breves)
- A12.2.12.051 Ramas esplénicas de la arteria esplénica (rami splenici arteriae splenicae; rami lienales arteriae splenicae)
- A12.2.12.052 Arteria gástrica posterior (arteria gastrica posterior)

 A12.2.12.053 Arteria mesentérica superior (arteria mesenterica superior) 
A12.2.12.054 Arterias pancreatoduodenales inferiores (arteriae pancreaticoduodenales inferiores)
- A12.2.12.055 Rama anterior de la arteria pancreatoduodenal inferior (ramus anterior arteriae pancreaticoduodenalis inferioris)
- A12.2.12.056 Rama posterior de la arteria pancreatoduodenal inferior (ramus posterior arteriae pancreaticoduodenalis inferioris)

A12.2.12.057 Arterias yeyunales (arteriae jejunales)
A12.2.12.058 Arterias ileales (arteriae ileales)
A12.2.12.059 Arteria ileocólica (arteria ileocolica)
- A12.2.12.060 Arteria cecal anterior (arteria caecalis anterior; Ramus caecalis anterior arteriae ileocolicae)
- A12.2.12.061 Arteria cecal posterior (arteria caecalis posterior)
- A12.2.12.062 Arteria apendicular (arteria appendicularis)
- A12.2.12.063 Rama ileal de la arteria ileocólica (ramus ilealis arteriae ileocolicae)
- A12.2.12.064 Rama cólica de la arteria ileocólica (ramus colicus arteriae ileocolicae)

A12.2.12.065 Arteria cólica derecha (arteria colica dextra)
A12.2.12.066 Arteria del ángulo cólico derecho (arteria flexura dextra)
A12.2.12.067 Arteria cólica media (arteria colica media)
A12.2.12.068 Arteria marginal del colon; arteria yuxtacólica; arco marginal del colon (arteria marginalis coli; arteria juxtacolica; arcus marginalis coli)
A12.2.12.069 Arteria mesentérica inferior (arteria mesenterica inferior)
A12.2.12.070 Arteria ascendente (arteria ascendens)
A12.2.12.071 Arteria cólica izquierda (arteria colica sinistra)
A12.2.12.072 Arterias sigmoideas (arteriae sigmoideae)
A12.2.12.073 Arteria rectal superior (arteria rectalis superior)
A12.2.12.074 Arteria suprarrenal media (Arteria suprarenalis media)
A12.2.12.075 Arteria renal (Arteria renalis)
A12.2.12.076 Ramas capsulares de la arteria renal (rami capsulares arteriae renalis)
A12.2.12.077 Arteria suprarrenal inferior (arteria suprarenalis inferior)
A12.2.12.078 Rama anterior de la arteria renal (ramus anterior arteriae renalis)
- A12.2.12.079 Arteria segmentaria superior del riñón (arteria segmenti superioris renalis)
- A12.2.12.080 Arteria segmentaria anterosuperior del riñón (arteria segmenti anterioris superioris renalis)
- A12.2.12.081 Arteria segmentaria anteroinferior del riñón (arteria segmenti anterioris inferioris renalis)
- A12.2.12.082 Arteria segmentaria inferior del riñón (arteria segmenti inferioris renalis)

A12.2.12.083 Rama posterior de la arteria renal (ramus posterior arteriae renalis)
- A12.2.12.084 Arteria segmentaria posterior del riñón (arteria segmenti posterioris renalis)

A12.2.12.085 Ramas ureterales de la arteria renal (rami ureterici arteriae renalis)
A08.1.03.001 Arteria intrarrenales (arteriae intrarenales)
A12.2.12.086 Arteria ovárica (arteria ovarica) (♀)
A12.2.12.087 Ramas ureterales de la arteria ovárica (rami ureterici arteriae ovaricae) (♀)
A12.2.12.088 Ramas tubáricas de la arteria ovárica （rami tubarii arteriae ovaricae) (♀)
A12.2.12.086 Arteria testicular (arteria testicularis) (♂)
A12.2.12.087 Ramas ureterales de la arteria testicular (rami ureterici arteriae testicularis) (♂)
A12.2.12.088 Ramas epididimarias de la arteria testicular (rami epididymales arteriae testicularis) (♂)
A12.2.13.001 Bifurcación aórtica (bifurcatio aortae)
A12.2.14.001 Arteria ilíaca común (arteria iliaca communis)
A12.2.15.001 Arteria ilíaca interna (arteria iliaca interna)
A12.2.15.002 Arteria iliolumbar (arteria iliolumbalis)
- A12.2.15.003 Rama lumbar de la arteria iliolumbar (ramus lumbalis arteriae iliolumbalis)
- A12.2.15.004 Rama espinal de la arteria iliolumbar (ramus spinalis arteriae iliolumbalis)
- A12.2.15.005 Rama ilíaca de la arteria iliolumbar (ramus iliacus arteriae iliolumbalis)

A12.2.15.008 Arteria obturatriz (arteria obturatoria)
A12.2.15.009 Rama púbica de la arteria obturatriz (ramus pubicus arteriae obturatoriae)
A12.2.15.010 Rama acetabular de la arteria obturatriz (ramus acetabularis arteriae obturatoriae)
A12.2.15.011 Rama anterior de la arteria obturatriz (ramus anterior arteriae obturatoriae)
A12.2.15.012 Rama posterior de la arteria obturatriz (ramus posteriors arteriae obturatoriae)
A12.2.15.013 Arteria glútea superior (arteria glutea superior)
A12.2.15.014 Rama superficial de la arteria glútea superior (ramus superficialis arteriae gluteae superioris)
A12.2.15.015 Rama profunda de la arteria glútea superior (ramus profundus arteriae gluteae superioris)
- A12.2.15.016 Rama superior de la rama profunda de la arteria glútea superior (ramus superior ramus profundi arteriae gluteae superioris)
- A12.2.15.017 Rama inferior de la rama profunda de la arteria glútea superior (ramus inferior ramus profundi arteriae gluteae superioris)

A12.2.15.018 Arteria glútea inferior (arteria glutea inferior)
A12.2.15.019 Arteria del nervio ciático (arteria comitans nervi ischiadici)
A12.2.15.020 Arteria umbilical (arteria umbilicalis)
A12.2.15.021 Porción permeable de la arteria umbilical (pars patens arteriae umbilicalis)
- A12.2.15.022 Arteria del conducto deferente (arteria ductus deferentis) (♂)
- A12.2.15.023 Ramas ureterales de la arteria umbilical (rami ureterici arteriae umbilicalis)
- A12.2.15.024 Arterias vesicales superiores (arteriae vesicales superiores)

A12.2.15.025 Porción obliterada de la arteria umbilical) (pars occlusa arteriae umbilicalis)
A12.2.15.026 Ligamento de la arteria umbilical (chorda arteriae umbilicalis)
A12.2.15.027 Arteria vesical inferior (arteria vesicali inferior)
A12.2.15.028 Ramas prostáticas de la arteria vesical inferior (rami prostatici arteriae vesicalis inferioris) (♂)
A12.2.15.029 Arteria uterina (arteria uterina) (♀)
A12.2.15.030 Ramas helicinas de la arteria uterina (rami helicini arteriae uterinae) (♀)
A12.2.15.031 Ramas vaginales de la arteria uterina (rami vaginales arteriae uterinae) (♀)
- A12.2.15.032 Arteria ácigos de la vagina (arteriae azygos vaginae) (♀)

A12.2.15.033 Ramas ováricas de la arteria uterina (ramus ovaricus arteriae uterinae) (♀)
A12.2.15.034 Rama tubárica de la arteria uterina (ramus tubarius arteriae uterinae) (♀)
A12.2.15.035 Arteria vaginal (arteria vaginalis) (♀)
A12.2.15.036 Arteria rectal media (arteria rectalis media)
A12.2.15.037 Ramas vaginales de la arteria rectal media (rami vaginales arteriae rectalis mediae) (♀)
A12.2.15.037 Ramas prostáticas de la arteria rectal media (rami prostatici arteriae rectalis mediae) (♂)
A12.2.15.038 Arteria pudenda interna (arteria pudenda interna)
A12.2.15.039 Arteria rectal inferior (arteria rectalis inferior)
A12.2.15.040 Arteria perineal (arteria perinealis)
- A12.2.15.041 Ramas labiales posteriores de la arteria perineal (rami labiales posteriores arteriae perinealis) (♀)
- A12.2.15.041 Ramas escrotales posteriores de la arteria perineal (rami scrotales posteriores arteriae perinealis) (♂)
- A12.2.15.042 Arteria uretral (arteria urethralis)

A12.2.15.043 Arteria del bulbo del pene (arteria bulbi penis) (♂)
A12.2.15.043 Arteria del bulbo del vestíbulo (arteria bulbi vestibuli) (♀)
A12.2.15.044 Arteria dorsal del pene (arteria dorsalis penis) (♂)
A12.2.15.044 Arteria dorsal del clítoris (arteria dorsalis clitoridis) (♀)
A12.2.15.045 Arteria profunda del pene (arteria profunda penis) (♂)
A12.2.15.045 Arteria profunda del clítoris (arteria profunda clitoridis) (♀)
A12.2.15.046 Arterias perforantes del pene (arteriae perforantes penis) (♂)
A12.2.16.001 Arterias del miembro inferior (arteriae membri inferioris)
A12.2.16.002 Arteria ilíaca externa (arteria iliaca externa)
A12.2.16.003 Arteria epigástrica inferior (arteria epigastrica inferior)
- A12.2.16.004 Rama púbica de la arteria epigástrica inferior (ramus pubicus arteriae epigastricae inferioris)

- A12.2.16.005 Rama obturatriz de la rama púbica de la arteria epigástrica inferior (Ramus obturatorius rami pubici arteriae epigastricae inferioris)

- A12.2.16.006 Arteria obturatriz accesoria (arteria obturatoria accessoria)
- A12.2.16.007 Arteria cremastérica (arteria cremasterica)
- A12.2.16.007 Arteria del ligamento redondo del útero (arteria ligamenti teretis uteri) (♀)
- A12.2.16.008 Arteria circunfleja ilíaca profunda (arteria circumflexa iliaca profunda)

- A12.2.16.009 Rama ascendente de la arteria epigástrica inferior; Rama ascendente de la arteria circunfleja ilíaca profunda (Ramus ascendens arteriae epigastricae inferioris)

A12.2.16.010 Arteria femoral (arteria femoralis)
A12.2.16.011 Arteria epigástrica superficial (arteria epigastrica superficialis)
A12.2.16.012 Arteria circunfleja ilíaca superficial (arteria circumflexa iliaca superficialis)
A12.2.16.013 Arteria pudenda externa superficial (arteria pudenda externa superficialis)
A12.2.16.014 Arteria pudenda externa profunda (arteria pudenda externa profunda)
- A12.2.16.015 Ramas labiales anteriores de la arteria pudenda externa profunda (rami labiales anteriores arteriae pudendae externae profundae) (♀)
- A12.2.16.015 Ramas escrotales anteriores de la arteria pudenda externa profunda (rami scrotales anteriores arteriae pudendae externae profundae) (♂)
- A12.2.16.016 Ramas inguinales de la arteria pudenda externa profunda (rami inguinales arteriae pudendae externae profundae)

A12.2.16.017 Arteria descendente de la rodilla (arteria descendens genus)
- A12.2.16.018 Rama safena de la arteria descendente de la rodilla (ramus saphenus arteriae descendentis genus)
- A12.2.16.019 Ramas articulares de la arteria descendente de la rodilla (rami articulares arteriae descendentis genus)

A12.2.16.020 Arteria femoral profunda (arteria profunda femoris)
A12.2.16.021 Arteria circunfleja femoral medial (arteria circumflexa femoris medialis)
- A12.2.16.022 Rama superficial de la arteria circunfleja femoral medial (ramus superficialis arteriae circumflexae femoris medialis)
- A12.2.16.023 Rama profunda de la arteria circunfleja femoral medial (ramus profundus arteriae circumflexae femoris)
- A12.2.16.024 Rama acetabular de la arteria circunfleja femoral medial (ramus acetabularis arteriae circumflexae femoris)
- A12.2.16.025 Rama ascendente de la arteria circunfleja femoral medial (ramus ascendens arteriae circumflexae femoris medialis)
- A12.2.16.026 Rama descendente de la arteria circunfleja femoral medial (Ramus descendens arteriae circumflexae femoris medialis)

A12.2.16.027 Arteria circunfleja femoral lateral (arteria circumflexa femoris lateralis)
- A12.2.16.028 Rama ascendente de la arteria circunfleja femoral lateral (ramus ascendens arteriae circumflexae femoris lateralis)
- A12.2.16.029 Rama descendente de la arteria circunfleja femoral lateral (ramus descendens arteriae circumflexae femoris lateralis)
- A12.2.16.030 Rama transversa de la arteria circunfleja femoral lateral (ramus transversus arteriae circumflexae femoris lateralis)

A12.2.16.031 Arterias perforantes (arteriae perforantens)
- A12.2.16.032 Arterias nutricias del fémur (arteriae nutrientes femoris; arteriae nutriciae femoris)

A12.2.16.033 Arteria poplítea (arteria poplitea)
A12.2.16.034 Arteria superior lateral de la rodilla (arteria superior lateralis genus)
A12.2.16.035 Arteria superior medial de la rodilla (arteria superior medialis genus)
A12.2.16.036 Arteria media de la rodilla (arteria media genus)
A12.2.16.037 Arterias surales (arteriae surales)
A12.2.16.038 Arteria inferior lateral de la rodilla (arteria inferior lateralis genus)
A12.2.16.039 Arteria inferior medial de la rodilla (arteria inferior medialis genus)
A12.2.16.040 Red articular de la rodilla (rete articulare genus)
A12.2.16.041 Red patelar (rete patellare)
A12.2.16.42 Arteria tibial anterior (arteria tibialis anterior)
A12.2.16.043 Arteria recurrente tibial anterior (arteria recurrens tibialis anterior)
- A12.2.16.044 Arteria recurrente tibial posterior (arteria recurrens tibialis posterior)

A12.2.16.045 Arteria maleolar anterior lateral (arteria malleolaris anterior lateralis)
A12.2.16.046 Arteria maleolar anterior medial (arteria malleolaris anterior medialis)
A12.2.16.047 Red maleolar lateral (rete malleolare laterale)
A12.2.16.048 Arteria dorsal del pie (arteria dorsalis pedis)
A12.2.16.049 Arteria lateral del tarso (arteria tarsalis lateralis)
A12.2.16.050 Arterias mediales del tarso (arteriae tarsales mediales)
- A12.2.16.051 Arteria arcuata (arteria arcuata)

A12.2.16.052 Arterias metatarsianas dorsales (arteriae metatarsales dorsales)
A12.2.16.053 Arterias digitales dorsales (arteriae digitales dorsales)
A12.2.16.054 Arteria plantar profunda (arteria plantaris profundus)
A12.2.16.055 Arteria tibial posterior (arteria tibialis posterior)
A12.2.16.056 Rama circunfleja fibular; rama circunfleja peroneal (ramus circumflexus fibularis arteriae tibialis posterioris; ramus circumflexus peronealis arteriae tibialis posterioris)
A12.2.16.057 Ramas maleolares mediales de la arteria tibial posterior (rami malleolares mediales arteriae tibialis posterioris)
A12.2.16.058 Red maleolar medial (rete malleolare mediale)
A12.2.16.059 Ramas calcáneas de la arteria tibial posterior (rami calcanei arteriae tibialis posterioris)
A12.2.16.060 Arteria nutricia de la tibia (arteria nutricia tibiae; arteria nutriens tibiae)
A12.2.16.061 Arteria plantar medial (arteria plantaris medialis)
A12.2.16.062 Rama profunda de la arteria plantar medial (ramus profundus arteriae plantaris medialis)
A12.2.16.063 Rama superficial de la arteria plantar medial (ramus superficialis arteriae plantaris medialis)
A12.2.16.064 Arteria plantar lateral (arteria plantaris lateralis)
A12.2.16.065 Arco plantar profundo (arcus plantaris profundus)
A12.2.16.066 Arterias metatarsianas plantares (arteriae metatarsales plantares)
- A12.2.16.067 Ramas perforantes de la arteria metatarsiana plantar (rami perforantes arteriae metatarsalis plantaris)

A12.2.16.068 Arterias digitales plantares comunes (arteriae digitales plantares communes)
A12.2.16.069 Arterias digitales plantares propias (arteriae digitales plantares propriae)
- A12.2.16.070 Arco plantar superficial (arcus plantaris superficialis)

A12.2.16.071 Arteria fibular; arteria peronea (arteria fibularis; arteria peronea)
A12.2.16.072 Rama perforante de la arteria fibular (ramus perforans arteriae fibularis)
A12.2.16.073 Rama comunicante de la arteria fibular (ramus communicans arteriae fibularis)
A12.2.16.074 Ramas maleolares laterales de la arteria fibular (rami malleolares laterales arteriae fibularis)
A12.2.16.075 Ramas calcáneas de la arteria fibular (rami calcanei arteriae fibularis)
A12.2.16.076 Red calcánea (rete calcaneum)
A12.2.16.077 Arteria nutricia peronea (arteria nutricia fibulae)